# Vladimir Leinert
Vladimir Leinert (Bjelovar, 1906. – Zagreb, 14. svibnja 1973.) bio je hrvatski nogometaš i nogometni reprezentativac.
Rođen je 1906. godine u Bjelovaru. Igrao je na poziciji napadača. Na početku nogometne karijere nastupao za zagrebački klub Derbi. Većinu vremena je proveo igrajući za zagrebački HAŠK, u razdoblju od 1924. do 1935. godine. Bio je profinjen tehničar, dobar dribler i pucač. Nastupao je na utakmicama s naočalama. Po zanimanju je bio inženjer građevine.

### Reprezentativna karijera
Za nogometnu reprezentaciju Kraljevine Jugoslavije odigrao je pet utakmica i postigao dva pogotka.